# Dimmit County
Dimmit County je okres ve státě Texas v USA. K roku 2010 zde žilo 9 996 obyvatel. Správním městem okresu je Carrizo Springs. Celková rozloha okresu činí 3 455 km².